# Layla M.
Layla M. ist ein niederländisches Filmdrama von 2016.

## Handlung
Die junge Erwachsene Layla M. ist eine energische Studentin in Amsterdam. Sie trägt das Kopftuch und demonstriert gegen das Burka-Verbot. Mit ihren Ansichten kollidiert sie immer wieder mit ihren aus Marokko stammenden Eltern. Beeinflusst von Internet-Videos gleitet sie immer mehr in die Islamisten-Welt hinein. Sie lernt im Internet auch einen strenggläubigen Muslim Abdel kennen, den sie heiratet. Gemeinsam flüchten sie aus der Stadt ins Nachbarland Belgien, wo befreundete Dschihadisten ein Trainingscamp betreiben. Kurz vor einer Polizeirazzia reisen sie nach Jordanien. In Amman muss Layla als gefügige Hausfrau ihrem Mann gehorchen. Doch sie hält sich nicht an den Befehl und spielt Fußball mit Kindern in einem Flüchtlingslager. Schließlich verabschiedet sich Abdel unter Tränen für immer. Bei einer Polizeibefragung wird ihr unter Tränen das letzte Bild ihres Mannes gezeigt.

## Kritik
„Die Schauspielerin Nora El Koussour verleiht dieser Layla eine unbändige, fast schon beängstigende Dringlichkeit. Dabei ist diese junge Frau aus Mijke de Jongs Sicht eine verletzliche Heldin. Das mag auch sein. Weit interessanter als die Psychologisierung ist jedoch, dass Laylas selbstbewusstes Engagement für einen "reinen Islam" oder auch ihre Aktionen gegen Geert Wilders’ Burka-Verbot so nur in einem westeuropäisch geprägten Gesellschaftsgefüge möglich sind.“

## Auszeichnungen
Der Film wurde 2016 beim London Film Festival uraufgeführt. Er wurde für vier Goldene Kälber nominiert und für die beste Hauptdarstellerin und den besten Nebendarsteller (Mohammed Azaay) ausgezeichnet. 2017 wurde Mijke de Jong für den Film mit dem Fritz-Gerlich-Filmpreis geehrt. Der Film wurde als niederländischer Beitrag für die Oscarverleihung 2018 für den besten fremdsprachigen Film eingereicht, jedoch nicht nominiert.